# أليكس فارين
أليكس فارين (29 أغسطس 1939 - أكتوبر 2020)، هو كاتب وفنان فرنسي، اشتهر بأعماله المثيرة في نطاق القصص المصورة. عمل كثيرًا بالتعاون مع شقيقه دانيال فارين.

## الجوائز
- 1984 : جائزة سان ميشيل لأفضل فنان أجنبي لـ Ida Mauz ( Ardeur ، t. 5)، مع دانيال فارين.[7]